# 塞利娜·德维尔
塞利娜·德维尔（法語：Céline Deville，1982年1月24日—），法国女子足球运动员。她曾代表法国参加2011年和2015年国际足联女子世界杯，其中2011年世界杯获得殿军。她也曾入选2012年夏季奥林匹克运动会法国女子足球队名单。